# 西桂町
西桂町（にしかつらちょう）は、山梨県南都留郡に属している町。

## 概要

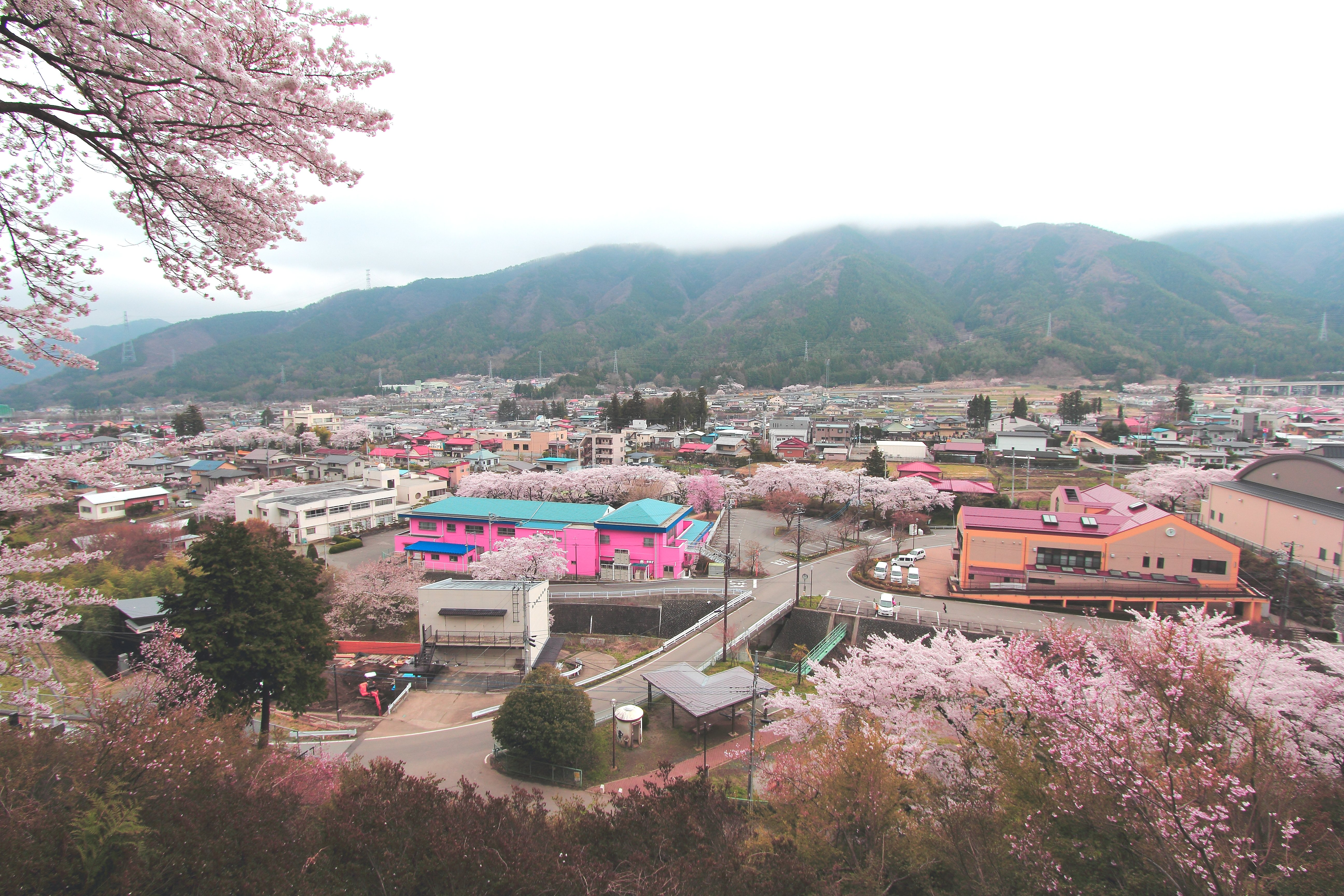
西桂町中心部

県東部の郡内地方に含まれる。2007年（平成19年）7月1日時点の人口は4,874人、面積は15.38km2。
ハイキングコースやロッククライミングのゲレンデとして知られる三つ峠の登り口となっており、近年は首都圏からのアクセスが良い立地を生かした観光地として力を入れている。

## 地理

### 位置
町域北部の三つ峠山麓と南部の杓子山麓に挟まれた標高600mの町で、桂川流域に集落が展開している。富士吉田市と都留市の間に位置し、大月から吉田へ至る経路であり、かつての鎌倉街道へも通じる交通の要衝である。現在では富士急行大月線や国道139号、中央自動車道などが平行して通る。

### 地形

#### 山地
主な山
- 杓子山

主な峠
- 三つ峠

#### 河川
主な川
- 桂川

### 人口
| |                                        |  |
| 西桂町と全国の年齢別人口分布（2005年） | 西桂町の年齢・男女別人口分布（2005年） |  |
| ■紫色 ― 西桂町 ■緑色 ― 日本全国 | ■青色 ― 男性 ■赤色 ― 女性              |  |
| 西桂町（に相当する地域）の人口の推移 \| 1970年（昭和45年） \| 3,829人 \| \| \| 1975年（昭和50年） \| 3,915人 \| \| \| 1980年（昭和55年） \| 4,002人 \| \| \| 1985年（昭和60年） \| 4,057人 \| \| \| 1990年（平成2年） \| 4,409人 \| \| \| 1995年（平成7年） \| 4,855人 \| \| \| 2000年（平成12年） \| 4,910人 \| \| \| 2005年（平成17年） \| 4,850人 \| \| \| 2010年（平成22年） \| 4,541人 \| \| \| 2015年（平成27年） \| 4,342人 \| \| \| 2020年（令和2年） \| 4,041人 \| \| |                                        |  |
| 総務省統計局 国勢調査より |                                        |  |
| 1970年（昭和45年） | 3,829人                                |  |
| 1975年（昭和50年） | 3,915人                                |  |
| 1980年（昭和55年） | 4,002人                                |  |
| 1985年（昭和60年） | 4,057人                                |  |
| 1990年（平成2年） | 4,409人                                |  |
| 1995年（平成7年） | 4,855人                                |  |
| 2000年（平成12年） | 4,910人                                |  |
| 2005年（平成17年） | 4,850人                                |  |
| 2010年（平成22年） | 4,541人                                |  |
| 2015年（平成27年） | 4,342人                                |  |
| 2020年（令和2年） | 4,041人                                |  |

### 隣接自治体
山梨県
- 富士吉田市
- 都留市
- 南都留郡：富士河口湖町

## 歴史

### 先史
桂川や柄杓流（しゃくながれ）川流域に先史時代からの遺跡がみられ、湧水の湧く三つ峠遺跡は県内最高所の遺跡として知られる。
また、御坂層からは第三紀中新世の化石が見つかっており、当時は海に面した入り江であったことを窺わせている。水が綺麗なところにしか生えないバイカモが自生している。

### 古代
古代の律令制下には都留郡加美郷に属していたと考えられている。

### 中世
戦国時代には郡内領主である小山田氏の郡内領に属し、小山田家臣・倉見氏の館跡がある。

### 近世
江戸時代
近世には谷村藩領で、のちに幕府直轄領となる。富士講道者や修験者のための宿駅として栄える。また、郡内織の産地であった。

### 沿革
明治

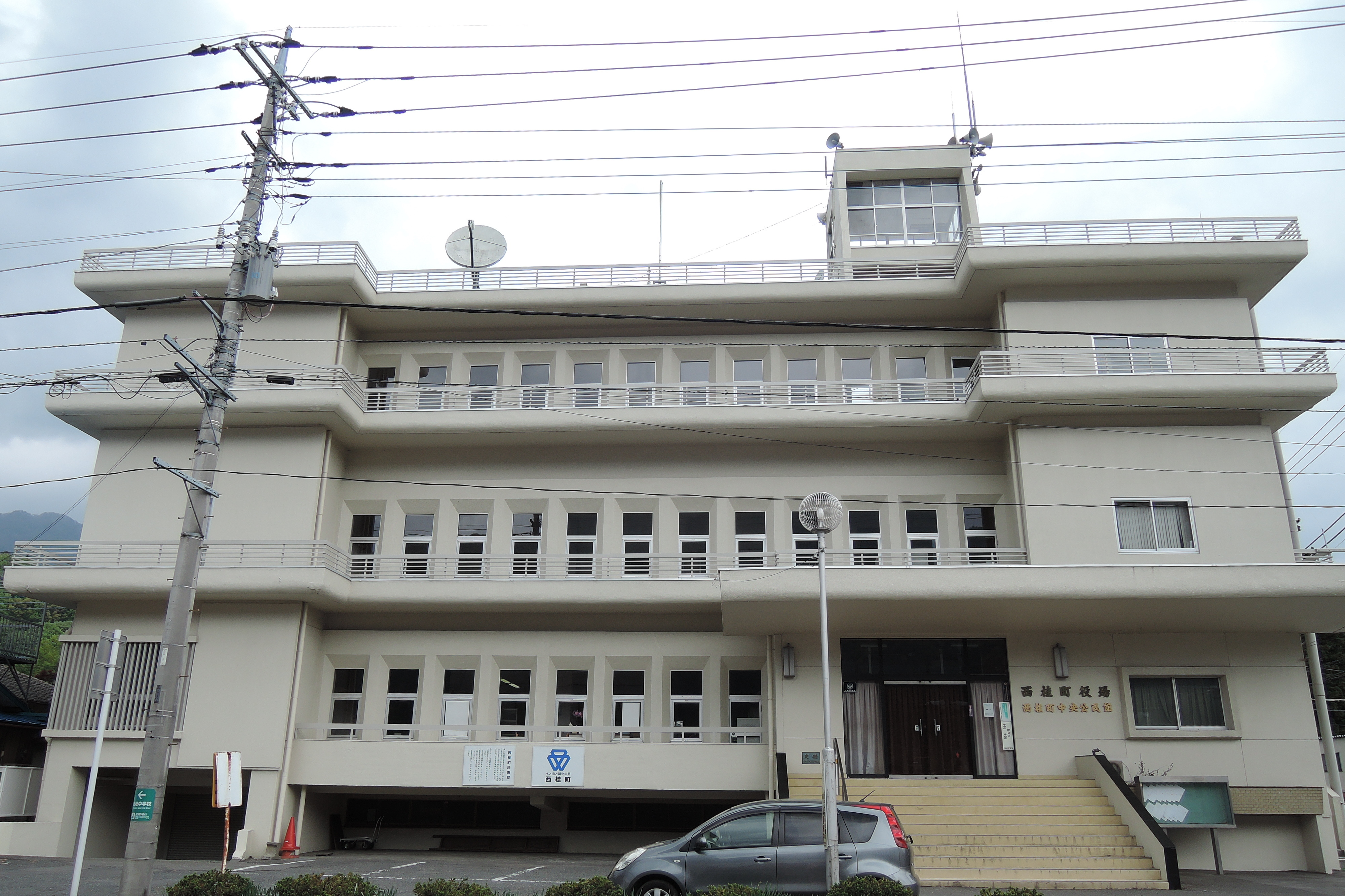
西桂町旧庁舎（2014年5月）

- 1893年（明治26年）6月3日 - 桂村が分割され、大字上暮地・下暮地・小沼・倉見の区域をもって西桂村が発足。

昭和
- 1952年（昭和27年）9月15日 - 西桂村が町制施行して西桂町となる。
- 1960年（昭和35年）1月1日 - 大字上暮地の大部分および大字下暮地・小沼のごく一部を富士吉田市に編入。

令和
- 2024年（令和6年）5月11日 - 西桂町新庁舎竣工[1]。

## 政治

### 行政

#### 町長
歴代町長
- 川村吉則（2007年7月11日 - 2011年6月26日）
- 石田壽一（2011年6月27日 - 2012年10月21日）- 当選後すぐの7月に鰻の蒲焼きを本人名義で31人の有権者に配った公職選挙法違反の疑いと、同問題への町議会（定数10）の対応を問うた2012年10月21日のダブル住民投票において、市長解職と町議会解散のダブルリコールが成立した[2][3]。
- 小林千尋（2012年12月 - 2020年11月24日）
- 山崎泰洋（2020年11月25日 - 現職）

## 施設

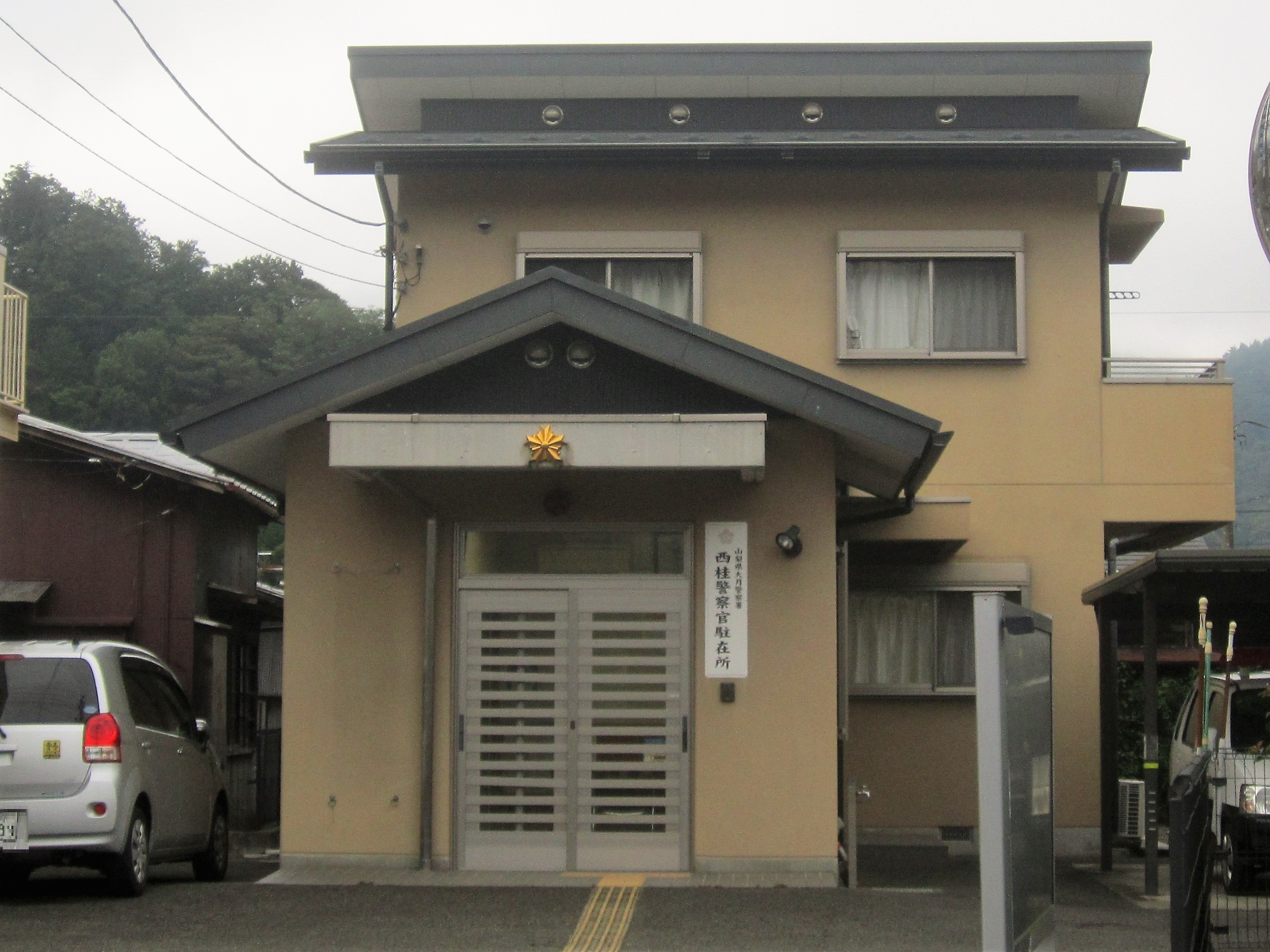
西桂駐在所

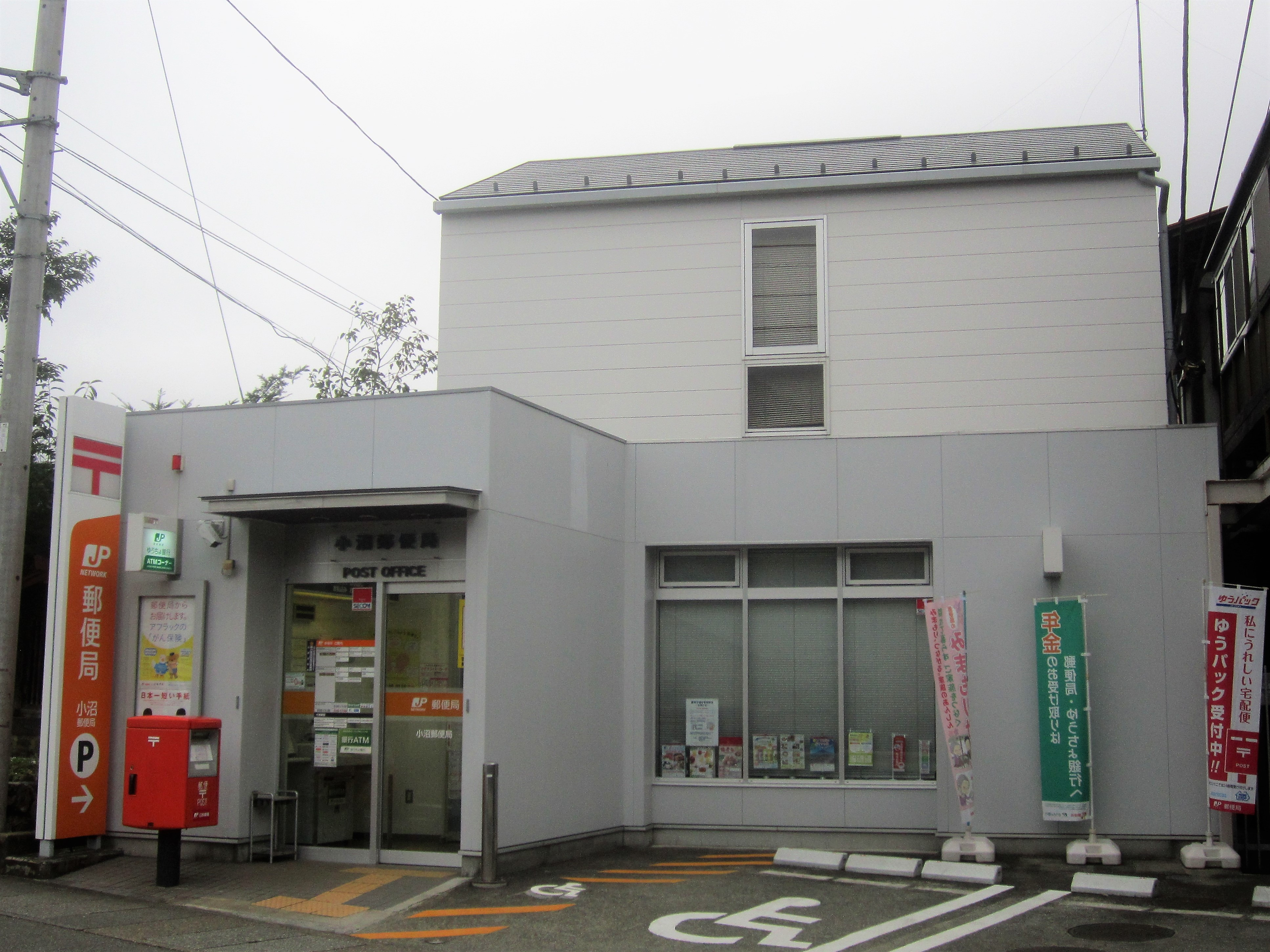
小沼郵便局

### 警察
本部
- 山梨県警察 大月警察署

駐在所
- 西桂駐在所

### 消防
本部
- 富士五湖広域行政事務組合

消防分遣署
- 西桂分遣署（南都留郡西桂町小沼2418-2）

### 郵便局
主な郵便局
- 小沼郵便局

## 教育

### 高等学校
西桂町に高等学校は存在しない。

### 中学校
町立
- 西桂町立西桂中学校

### 小学校
町立
- 西桂町立西桂小学校

## 交通

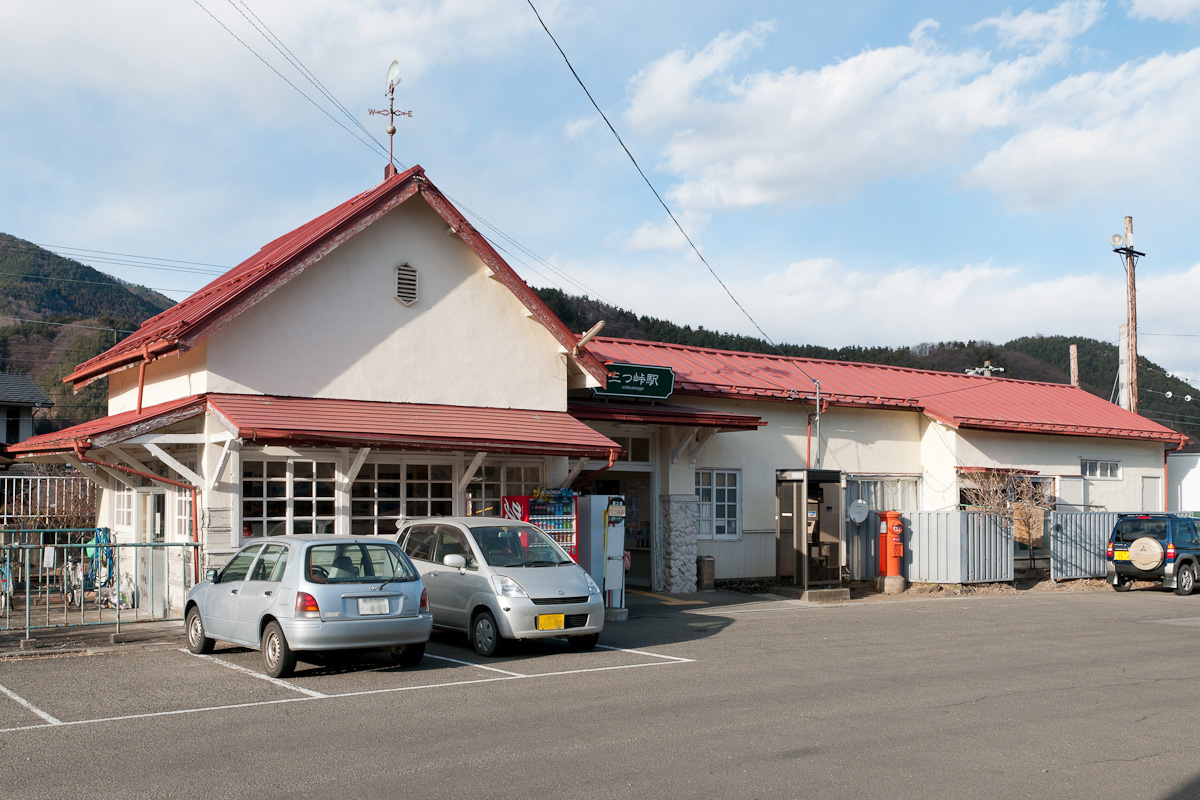
三つ峠駅

### 鉄道
中心となる駅：三つ峠駅

#### 鉄道路線
富士山麓電気鉄道
- 富士急行線（大月線）：（都留市）- 三つ峠駅 -（富士吉田市）

### 道路

#### 高速道路
町内を中央自動車道富士吉田線が通っているが、バスストップのみでインターチェンジは存在しない。
最寄りのインターチェンジは富士吉田西桂SICである。ETCを利用せずに大月方面へ行く場合は都留ICである。
御殿場方面へ行く場合は東富士五湖道路の富士吉田ICが最寄となる。
- 中央自動車道富士吉田線
- ：（富士吉田市）- 西桂BS -（都留市）

#### 国道
- 国道139号

#### 県道
一般県道
- 山梨県道718号富士吉田西桂線

## 観光

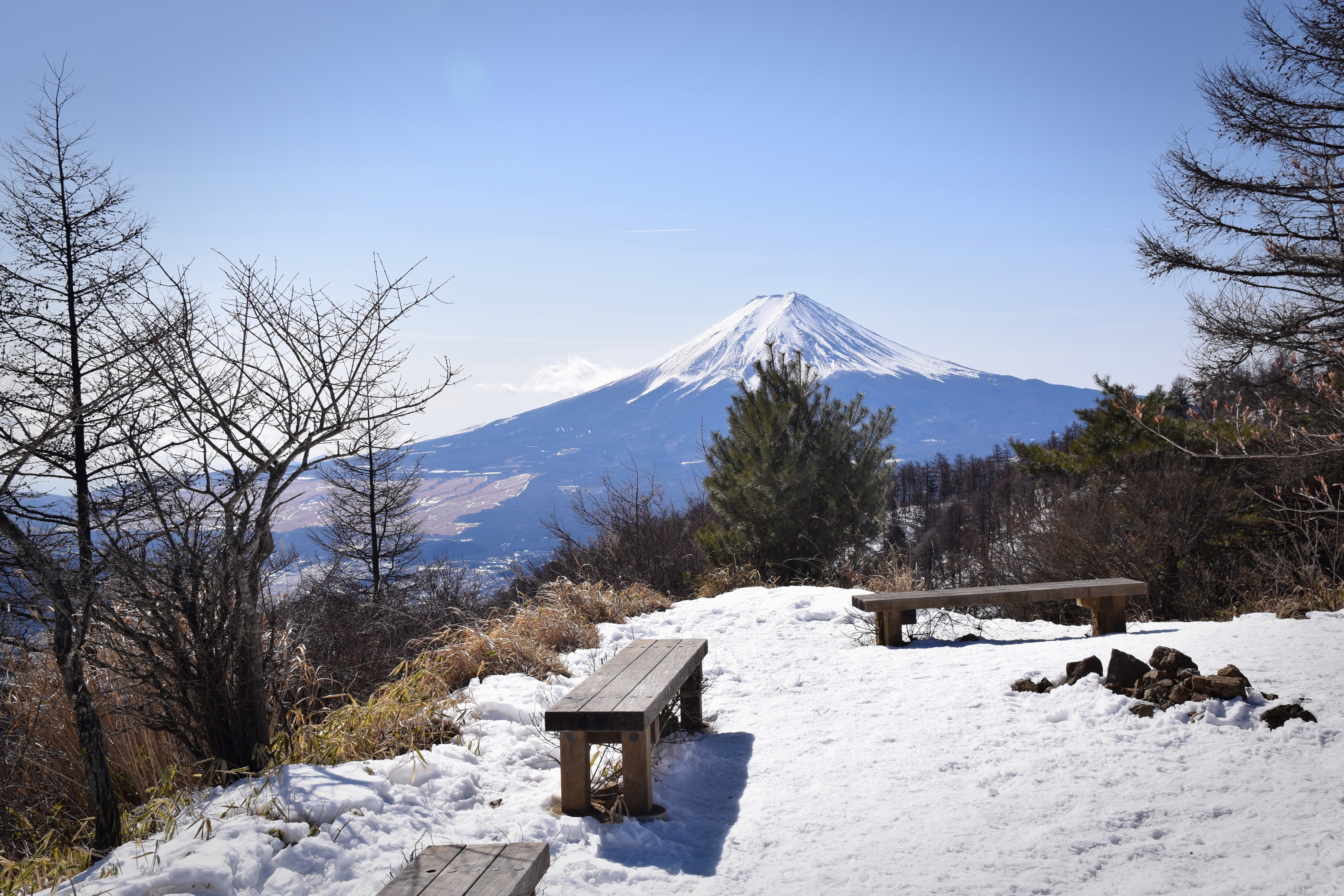
三つ峠から見た富士山

### 観光スポット
自然
- 三つ峠

娯楽施設
- 小沼座 - 昭和30年代にあった映画館。

## 出身関連著名人

### 出身著名人
- 川合信水 - 宗教家、教育者、基督心宗の創始者。富士吉田市名誉市民第一号。
- 李良枝 - 小説家。芥川賞受賞。
- 高山良策 - 画家、造型作家。
- 渡邉弐貴 - ラグビー選手。
- 藤本寛也 - サッカー選手。